# Asarum marmoratum
Asarum marmoratum là một loài thực vật có hoa trong họ Aristolochiaceae. Loài này được Piper mô tả khoa học đầu tiên năm 1916.